# Bellingshausenovo moře
Bellingshausenovo moře je okrajové moře Jižního oceánu mezi západním pobřežím Antarktického poloostrova a Thurstonovým ostrovem. Na jihu omývá zaledněné Englishovo pobřeží, Bryanovo pobřeží a Eightsovo pobřeží.
Moře nese jméno ruského mořeplavce F. G. von Bellingshausena, který prozkoumával tuto oblast Antarktidy v roce 1821. Bellingshausenova výprava tehdy objevila ostrov Petra I., který dnes patří Norsku, a ostrov Alexandra I.
V březnu 1898 zamrzla ve vodách Bellingshausenova moře loď Belgica s belgickou antarktickou výpravou Adriena de Gerlache de Gomery na palubě.
V pozdním pliocénu, před 2,15 milionu let, sem dopadl asteroid Eltanin. Je to zatím jediný známý impakt v hlubokém oceánu (2005).